# Ducato di Trakai
Il Ducato di Trakai fu una suddivisione del Granducato di Lituania esistente tra il XIV e l'inizio del XV secolo. La carica di duca di Trakai rappresentava un ruolo prestigioso e importante da ricoprire, tanto che spesso venne ricoperto dallo stesso sovrano della Lituania o dal suo secondo in comando. La più antica menzione a quest'entità amministrativa risale al 1337.

## Storia
Il granduca Gediminas, al potere in Lituania dal 1316 al 1341, fu impegnato per molti anni della sua vita contro i Cavalieri teutonici e l'Ordine di Livonia, due ordini religiosi cavallereschi che avevano proclamato una crociata contro l'ultimo Stato pagano rimasto in Europa, appunto la Lituania. Gli archeologi fanno risalire le principali fortificazioni di Trakai «agli inizi del XIV secolo». Nella primavera del 1337 il duca Enrico XIV di Baviera, uno dei partecipanti stranieri alla crociata, supervisionò la costruzione di un castello sulle rive del fiume Nemunas che prese in suo onore il nome di Bayerburg e che fu realizzato in sole tre settimane. I teutonici riponevano grandi speranze in questa struttura per la sua posizione strategica e, pertanto, Gediminas si lanciò subito contro la roccaforte per tentare di espugnarla tra giugno e luglio, ma venne respinto e il suo alleato nei combattimenti, il duca di Trakai, perse la vita in quel frangente. Si tratta della prima menzione storica relativa a un governatore del ducato di Trakai. Da parte sua, lo studioso britannico Stephen Christopher Rowell ha ritenuto che se il rex de Tracken dal nome ignoto morto nel 1337 avesse goduto di un fortissimo peso alla corte di Gediminas, vi sarebbero stati sicuramente dei riferimenti a lui nelle guerre dei decenni passati e nei trattati stipulati con l'Ordine teutonico. Anche se questi fosse l'anonimo ambasciatore quasi secundus post reyem che Gediminas inviò a Riga per negoziare a suo nome nel 1324, come ha suggerito lo studioso Albertas Gudavicius, egli non era altro che «secondo dopo il granduca». Considerata la rilevanza della carica di duca di Trakai, Rowell e Zigmantas Kiaupa hanno ipotizzato che il primo a ricoprire la carica in esame doveva essere un membro della famiglia di Gediminas. Chiunque fosse il defunto nella battaglia di Bayerburg, egli fu incautamente confuso con Gediminas dal cronista polacco Jan Długosz, circostanza che alimentò la nascita del falso mito secondo cui il sovrano fosse morto a Bayerburg. Mentre altre teorie vogliono che a morire fosse stato un fratello di Gediminas, Tomas Baranauskas ha sottolineato come vada ritenuto verosimile il fatto che il sovrano lituano insediò come nuovo duca di Trakai suo figlio Kęstutis, il quale certamente amministrava Trakai sia al momento della morte del padre (1341) sia fino al 1382. 

Nella speranza di poter preservare quanto conquistato, nel 1341 Gediminas affidò la gestione delle varie regioni del Granducato di Lituania ai suoi numerosi figli, con Kęstutis a cui fu concessa (o confermata) la gestione del già menzionato ducato di Trakai e, in più, l'amministrazione della Samogizia. Quando Algirdas e Kęstutis detronizzarono il loro fratello Jaunutis nel 1345, il primo assunse la carica di massima autorità dello Stato, mentre al secondo venne confermato il ruolo di duca di Trakai e della Samogizia e una sorta di status di vice granduca, garantendogli una completa libertà di manovra. I due consanguinei diedero così vita a una sorta di duumvirato. Kęstutis dovette preoccuparsi di difendere Trakai, suo centro urbano di riferimento, in più occasioni negli anni settanta del Trecento (nello specifico 1374, 1376 e 1377). Secondo alcuni studiosi, nel terzo quarto del XIV secolo trasferì la sua capitale da Trakai Vecchia (Senieji Trakai) a Trakai Nuova.

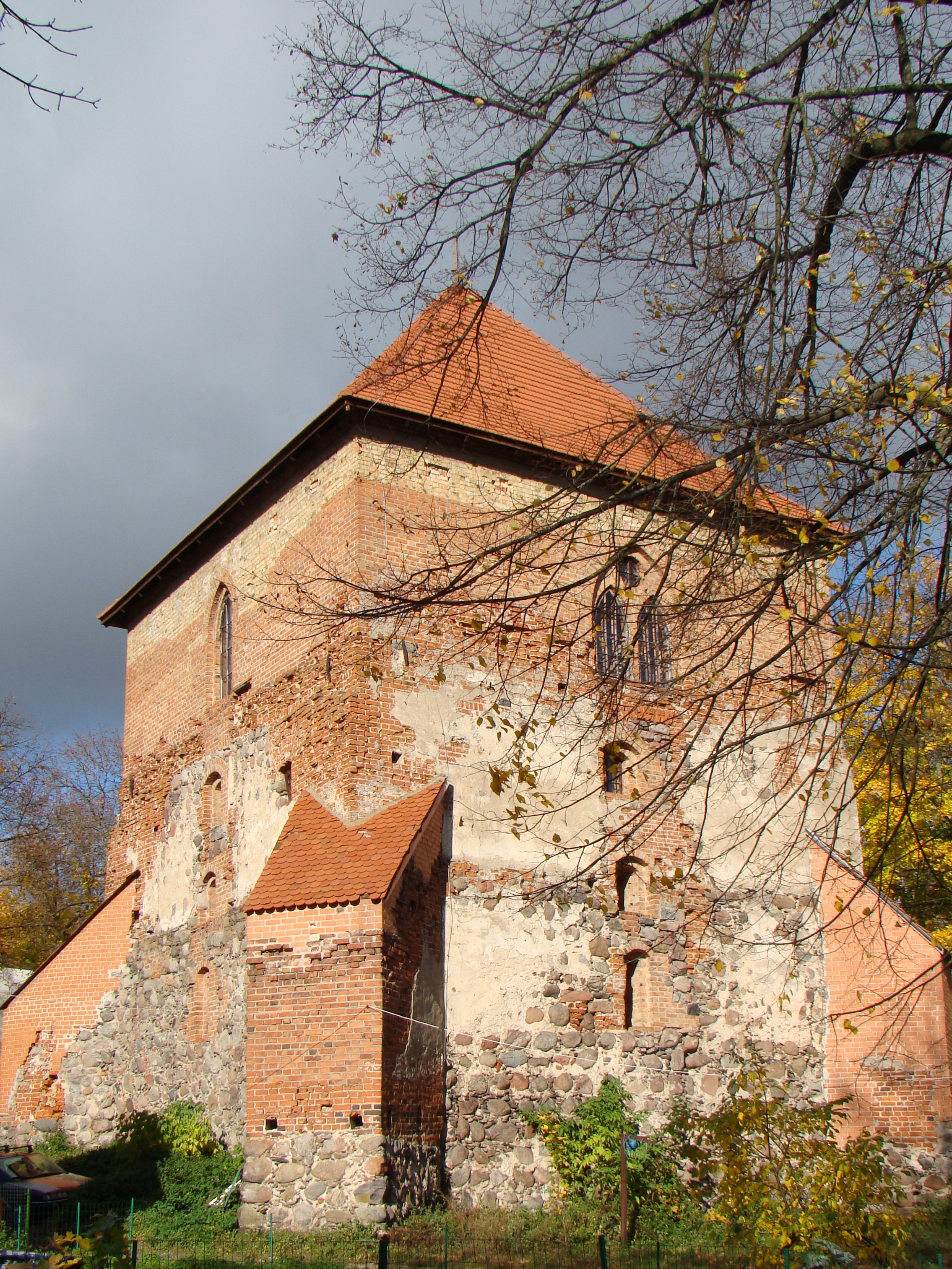
Resti del castello della penisola di Trakai costruiti da Kęstutis

Nel 1382, mentre era in corso la guerra civile del 1381-1384, Kęstutis fu imprigionato nel castello di Krėva e vi morì. Suo nipote Skirgaila ricevette la nomina a nuovo duca di Trakai da suo fratello maggiore e granduca Jogaila. Vitoldo, figlio di Kęstutis, intraprese dunque un nuovo conflitto civile tra 1389 e 1392 per riconquistare il suo patrimonio a Trakai e assumere il potere in Lituania; le ostilità terminarono con il trattato di Astrava il 4 agosto 1392. L'accordo trasferì il ducato da Skirgaila a Vitoldo, al quale spettò come carica sostituiva quella di principe di Kiev.
Il 2 ottobre 1413 i Voivodati di Vilnius e Trakai creati dall'Unione di Horodło posero fine all'esistenza del ducato di Trakai. Il cambiamento coinvolse anche il livello amministrativo, poiché si passò dal titolo di duca ad una semplice carica equiparabile a un funzionario nominato che disponeva di poteri specifici.

## Geografia
Si potrebbero delineare i confini del Ducato di Trakai facendo riferimento all'atto di donazione del granduca Jogaila: in esso, si afferma che l'entità amministrativa era delimitata dal confine con la Livonia a Kobrynin (Masuria), e ad est da Podlesie a Pinsk. Navahradak rientrava tra i centri principali del Granducato, così come Kaunas e Upytė.

## Duchi di Trakai
- Membro della famiglia di Gediminas ? (...-1337, morto nella battaglia di Bayerburg)
- Kęstutis (1337-1382)
- Skirgaila (1382-1392)
- Vitoldo (1392-1413)